# Radek Starý
Radek Starý, známý pod přezdívkou Sterakdary (* 24. května 1992 Ostrava), je český youtuber, streamer, a spisovatel. V minulosti bylo jeho hlavním zaměřením natáčení a streaming videoher, od roku 2021 je aktivní také ve tvorbě literatury.

## Život a kariéra
Narodil se v roce 1992 v Ostravě. V Ostravě vystudoval Střední průmyslovou školu stavební (obor Geodezie), poté v Ostravě úspěšně absolvoval také Vysokou školu báňskou, když na Hornicko-geologické fakultě vystudoval obor Krajinné vodní hospodářství.
Od roku 2017 žil se svou přítelkyní v Berlíně. V roce 2024 se přestěhoval do Prahy. Má dva bratry a jednu nevlastní sestru.

### Působení na sociálních sítích
V roce 2011 spoluzaložil portál sophy.cz, na kterém prezentoval novinky ze světa videoher. Portál vydával aktuální novinky od června 2011 také ve formě videí na platformě YouTube. Projekt ukončil v červenci 2013. Po ukončení projektu začal pracovat pro herní pořad RE-PLAY. Nejprve v rámci projektu zpracovával webový pořad RE-FRESH, později v pořadu působil jako jeho hlavní voiceover. Po konci pořadu v lednu 2019 pak krátce působil také v pořadu New Game +. V roce 2016 byl hostem MIXXXER show na stanici Óčko. Od ledna 2016 do září 2017 působil s youtuberem Martinem Rotou a streamerem DeeThanem v podcastu PodcaSTR.
Na platformě YouTube začal pod svým jménem působit v listopadu 2012. Po ukončení projektu sophy.cz se začal natáčení videí na platformu věnovat primárně. Jeho videa se již od počátku tvorby zaměřovala převážně na tzv. let's playe. K roku 2024 na kanále zveřejnil asi 3 tisíce videí z mnoha set videoher. Jen na platformě Steam jich vlastní přibližně 2,5 tisíce. Ve svých videích se zaměřuje na prozkoumávání nových videoher. Z některých her, které jej zaujmou, posléze natáčí několikadílné minisérie.
Videohry hraje také při živých vysíláních na platformě Twitch.tv, na které měl v roce 2024 přes 140 tisíc sledujících. Spolupracuje také při tvorbě reklam videoherních společností. Ve videohře League of Legends je po jeho internetovém aliasu Sterakdary pojmenován jeden z předmětů.
Účastnil se řady různých youtuberských akcí a turnajů.

#### Přezdívka Sterakdary
Přezdívka, kterou na sociálních sítích užívá, je anagram jména Radek Starý.

### Knižní tvorba
Povídky psal příležitostně již v dětství. V únoru 2020 nicméně začal psát svoji vůbec první knihu. Ta vyšla v květnu 2021 pod titulem Arila: Stříbrné město, žánrem se jedná o fantasy román. Za knihu získal v tomtéž roce ocenění Humbook Awards za 3. nejlepší českou knihu roku. Později téhož roku vydal druhý díl série Arila s podtitulem Poslední hvězda. V roce 2022 vydal další díl série s podtitulem Stíny Citadely, v roce 2023 pak vydal další díl s podtitulem Pád temnoty a v roce 2024 pátý díl série s titulem Hranice času.
V roce 2022 vydal první díl sci-fi románu Odkaz lidské mysli pod stejným titulem, v roce 2023 vydal druhý díl série s podtitulem Odkaz lidské rasy. V roce 2024 publikoval poslední díl trilogie s podtitulem Odkaz lidské pýchy.

## Dílo

### Arila
- Stříbrné město (2021)
- Poslední hvězda (2021)
- Stíny citadely (2022)
- Pád temnoty (2023)
- Hranice času (2024)

### Odkaz lidské mysli
- Odkaz lidské mysli (2022)
- Odkaz lidské rasy (2023)
- Odkaz lidské pýchy (2024)